# Madison Opera
La Madison Opera è una compagnia d'opera regionale con sede a Madison, nel Wisconsin.

## Storia
Fu fondata nel 1961 come estensione della Madison Symphony Orchestra e diventò famosa a livello nazionale nel 1993 con la commissione e la prima esecuzione di Shining Brow, l'opera su Frank Lloyd Wright del compositore Daron Hagen e del librettista Paul Muldoon.
Il direttore generale è Kathryn Smith e il direttore artistico è John DeMain. La compagnia esegue due grandi opere all'anno alla Overture Hall di Madison, una produzione più piccola nella Playhouse dell'Overture Center e un concerto estivo gratuito, all'Opera in the Park. Offre anche la serie di conferenze in anteprima Opera Up Close, che vengono successivamente rese disponibili sul sito web della città di Madison.